# استلا دو کارلوتو
استلا دو کارلوتو با نام کامل انریکتا استلا بارنس دو کارلوتو (اسپانیایی: Enriqueta Estela Barnes de Carlotto‎؛ زادهٔ ۲۲ اکتبر ۱۹۳۰) یک فعال حقوق بشری آرژانتینی و رئیس اتحادیه مادربزرگان پلازا دو مایو است. وی همچنین برندهٔ جوایزی همچون ۱۰۰ زن بی‌بی‌سی و جایزه سازمان ملل متحد در زمینه حقوق بشر شده‌است.

## زندگی‌نامه
انریکتا استلا بارنس در روز ۲۲ ماه اکتبر سال ۱۹۳۰ در یک خانواده انگلیسی‌تبار در بوینس آیرس به دنیا آمد. او با گوئیدو کارلوتو، یک کارگر صنعتی ایتالیائی‌تبار ازدواج کرد، که از او صاحب ۴ فرزند شد. در روز ۵ ماه اوت ۱۹۷۷، نیروهای نظامی همسر او را ربوده و مورد شکنجه قرار دادند، که عاقبت در برابر پرداخت ۴۰ میلیون پزو (در آنزمان معادل ۳۰۰۰۰ دلار) آزاد شد. استلا دو کارلوتو در روز ۳۰ ماه اوت ۱۹۷۸ باز نشسته شد. گوئیدو کارلوتو همسر استیلا دو کارلو در تاریخ ۲۱ اکتبر ۲۰۰۱ فوت کرد.

## فعالیت‌ها
استیلا دو کارلو در ابتدا معلم یک دبستان و یک خانم خانه‌دار بدون هیچ فعالیت اجتماعی بود. در سال‌های ۱۹۷۰ زمانی که کشور به وسیلهٔ یک دیکتاتوری نظامی- سیویل که خود را روند اصلاحات ملی خطاب می‌کرد (۱۹۷۶–۱۹۸۳) اشغال شد، سه نفر از فرزندان او وارد سیاست شدند: لورا استلا دانشجوی رشته تاریخ در دانشگاه ملی لا پلاتا در جنبش پرونیسم فعالیت می‌کرد، کلادیا وابسته به دانشگاه جوانان پرونیست بود و گویدو میگل دوران دانش‌آموزی دبیرستان خود را تمام کرده بود. از دختران او لورا استلا کارلوتو در حالی که حامله بود در اواخر سال ۱۹۷۷ در بوینس آیرس ربوده و ناپدید شد. از طریق حکایتها او توانست مطمئن شود که دخترش یک پسر به دنیا آورده‌است، و نوه او مشخص شده و هویت او تغییر یافته‌است. او به مدت ۳۶ سال در جستجوی او بود، تا اینکه از طریق چک دی ان آ داوطلبانه شخص معینی، نوه او شناخته شد، و یکصد و چهاردهمین نفر از لیست نوه‌های او شد. در روز ۲۵ ماه اوت ۱۹۷۸ توسط ارتش احضار و جسد دخترش را به او تحویل دادند، که دو روز بعد در لا پلاتا دفن شد. این یکی از معدود مواردی بود که جسد یک فرد گمشده به خانواده تحویل داده می‌شد. استلا دو کارلو در ماه آوریل سال ۱۹۷۹ به‌عضویت مادر بزرگان آرژانتینی با نوه گمشده درآمد. این گروه در سال ۱۹۸۰به نام اتحادیه مادر بزرگان پلازا دو مایو تغییر نام داد. کارلوتو در ابتدا جانشین رئیس و سپس در سال ۱۹۸۹ رئیس این اتحادیه شد. او شروع به جستجو و درخواست آزادی نوه خود و سایر کودکانی که توسط نیروهای نظامی دزدیده یا ناپدید شده بودند کرد. در دوران جنگ کثیف در حدود ۵۰۰ طفل از دامان مادران بازداشتی بهنگام زائیدن ربوده شدند. اکثر این کودکان به والدینی که می‌پذیرفتند یا مجرمان و همدستان آن‌ها فروخته یا داده می‌شدند.

## جوایز
کارلوتو به دلیل کار با مادر بزرگان پلازا دومایو چند جایزه دریافت کرده‌است، از جمله جایزه حقوق بشر ملل متحد و جایزه صلح فلیکس هوفوت بویگنی را از طرف یونسکو دریافت کرد.